# Донецкий металлопрокатный завод
Донецкий металлопрокатный завод (укр. Донецький металопрокатний завод) — предприятие чёрной металлургии. Находится в Киевском районе Донецка.

## История
ПАО «Донецкий металлопрокатный завод» основан в 1958 году. В состав завода входят: прокатный цех, труболитейный и цех металлоизделий. Прокатный цех запущен 10 марта 1958 года. Производит сортовой горячекатаный прокат из заготовки квадратного сечения. На сегодняшний день предприятие выпускает более 150 наименований сортовых и периодических профилей.
В октябре 1961 года введён в эксплуатацию трубный цех. Производит чугунные трубы ЧК-100, ЧК-150, чугунные люки и другие изделия из чугуна и стали.
Фонд государственного имущества Украины 04.04.2002 г объявил о проведении конкурса по продаже пакета акций ОАО "Донецкий металлопрокатный завод".
К продаже предложен пакет, составляющий 25% уставного фонда, в который входит 142941026 шт. акций.
В цехе металлоизделий производятся элементы шахтной крепи, металлоконструкции и метизы. Продукция цеха поставляется на угольные предприятия Украины.
На предприятии ведётся постоянно реконструкция и модернизация производства. За последние годы произведена реконструкция прокатного стана, модернизирована чистовая линия, установлена 5 клеть. Произведена установка новой нагревательной печи, которая позволяет значительно экономить природный газ. Введен в эксплуатацию третий пролёт, что позволяет существенно расширить возможности по обработке готового проката.
В настоящее время ведётся строительство нового шаропрокатного стана, продукция которого будет использоваться в горно-рудной промышленности.
В 2011 году произведена реконструкция литейного цеха. Установлены две современные индукционные печи.
В 2011 году благодаря сотрудничеству с ООО «Электросталь» (собственный мини-завод по производству литой заготовки) на заводе значительно расширен марочный сортамент. Освоен выпуск проката из сталей 35ХГСА,60С2А,65Г,40-45Х и других, что позволило заводу успешно сотрудничать с ведущими машиностроительными предприятиями Украины и стран СНГ.

## Производство
Производство товарной продукции в 2013 году:
Прокатный цех (сортовой прокат) 58 922 тонн
Прокатный цех (шары) 1542 тонн
Труболитейный цех 2635 тонн
Цех металлоизделий 2106 тонн